# Serafin Szota
Serafin Szota (ur. 4 marca 1999 w Namysłowie) – polski piłkarz grający na pozycji środkowego obrońcy w polskim klubie Śląsk Wrocław. Reprezentował Polskę na Mistrzostwach Świata U-20 2019, na których rozegrał 4 mecze.
Jest synem Piotra Szoty, ligowca w barwach Odry Wodzisław Śląski (7 meczów w ekstraklasie).

## Statystyki
(stan na 1 listopada 2020)
| Klub                  | Sezon              | Liga               | Liga    | Liga   | Puchar krajowy | Puchar krajowy | Kontynentalne | Kontynentalne | Suma    | Suma   |
| Klub                  | Sezon              | Poziom             | Występy | Bramki | Występy        | Bramki         | Występy       | Bramki        | Występy | Bramki |
| --------------------- | ------------------ | ------------------ | ------- | ------ | -------------- | -------------- | ------------- | ------------- | ------- | ------ |
| Zagłębie Lubin        | 2017/2018          | Ekstraklasa        | 0       | 0      | 0              | 0              | –             | –             | 0       | 0      |
| Odra Opole (wyp.)     | 2018/2019          | I liga             | 21      | 0      | 3              | 0              | –             | –             | 24      | 0      |
| Wisła Kraków          | 2019/2020          | Ekstraklasa        | 0       | 0      | 1              | 0              | –             | –             | 1       | 0      |
| Stomil Olsztyn (wyp.) | 2019/2020          | I liga             | 10      | 0      | 0              | 0              | –             | –             | 10      | 0      |
| Stomil Olsztyn (wyp.) | 2020/2021          | I liga             | 17      | 1      | 1              | 1              | –             | –             | 18      | 2      |
| Stomil Olsztyn (wyp.) | Łącznie            | Łącznie            | 27      | 1      | 1              | 1              | 0             | 0             | 28      | 2      |
| Wisła Kraków          | 2020/2021          | Ekstraklasa        | 8       | 0      | 0              | 0              | –             | –             | 7       | 0      |
| Wisła Kraków          | 2021/2022          | Ekstraklasa        | 15      | 1      | 2              | 1              | –             | –             | 17      | 2      |
| Wisła Kraków          | Łącznie            | Łącznie            | 23      | 1      | 2              | 1              | 0             | 0             | 25      | 2      |
| Łącznie w karierze    | Łącznie w karierze | Łącznie w karierze | 71      | 2      | 5              | 1              | 0             | 0             | 62      | 4      |